# 国际投资
國際投資（International Investment）指企業或個人對所在國家以外地區的投資。

## 国际投资理论
国际投资理论着重于直接投资(FDI)，包括：
- 所有权优势论：...
- 内在化理论：
- 位置优势论

John Dunning提出了集成论。集成论充分认识到直接投资既是国际商业活动，也是一个公司内部的商业行为。根据集成论，当三个条件被满足时，直接投资就会发生。三个条件就是所有权优势，内在化优势和位置优势。

## 相關著作
- Bruno Solnik and Dennis Mcleavey, International Investments,2003, Pearson Education edition.